# آسیاب‌خرابه
آسیاب‌خرابه این آبشار یکی از مکان‌های دیدنی و گردشگری استان آذربایجان شرقی می‌باشد که در شهرستان جلفا و در چند کیلومتری مرز ایران با جمهوری آذربایجان واقع شده‌است. آبشاری زیبا و با صفا که گردشگران و جهانگردان زیادی هر ساله به‌ویژه در عید نوروز از این منطقه دیدن می‌کنند.
آبی که از این کوه جاری می‌شود از دامنه کوه‌های کمکی (کیامکی) واقع در روستای داران سرچشمه می‌گیرد.

## جایگاه
این منطقه در زمان‌های قدیم مکانی ناشناخته بود که دامداران زیادی برای چراندن گوسفندهایشان به این منطقه می‌آمدند اما امروزه مکانی مناسب برای جذب گردشگران شده و اماکن رفاهی در آن وجود دارد.
این مکان در منطقه مرزی واقع است و روستاهای زیادی از جمله داران، افشار (اوشار) و… در اطراف این مکان واقع شده‌اند. این جاذبه گردشگری، در حدود ۲۷ کیلومتری هادی‌شهر و ۳۰ کیلومتری جلفا و ۱۵ کیلومتری سیه رود و در نوار مرزی ایران و جمهوری آذربایجان در ۵ کیلومتری روستای مینجان آباد، در حاشیه رود ارس قرار گرفته‌است.

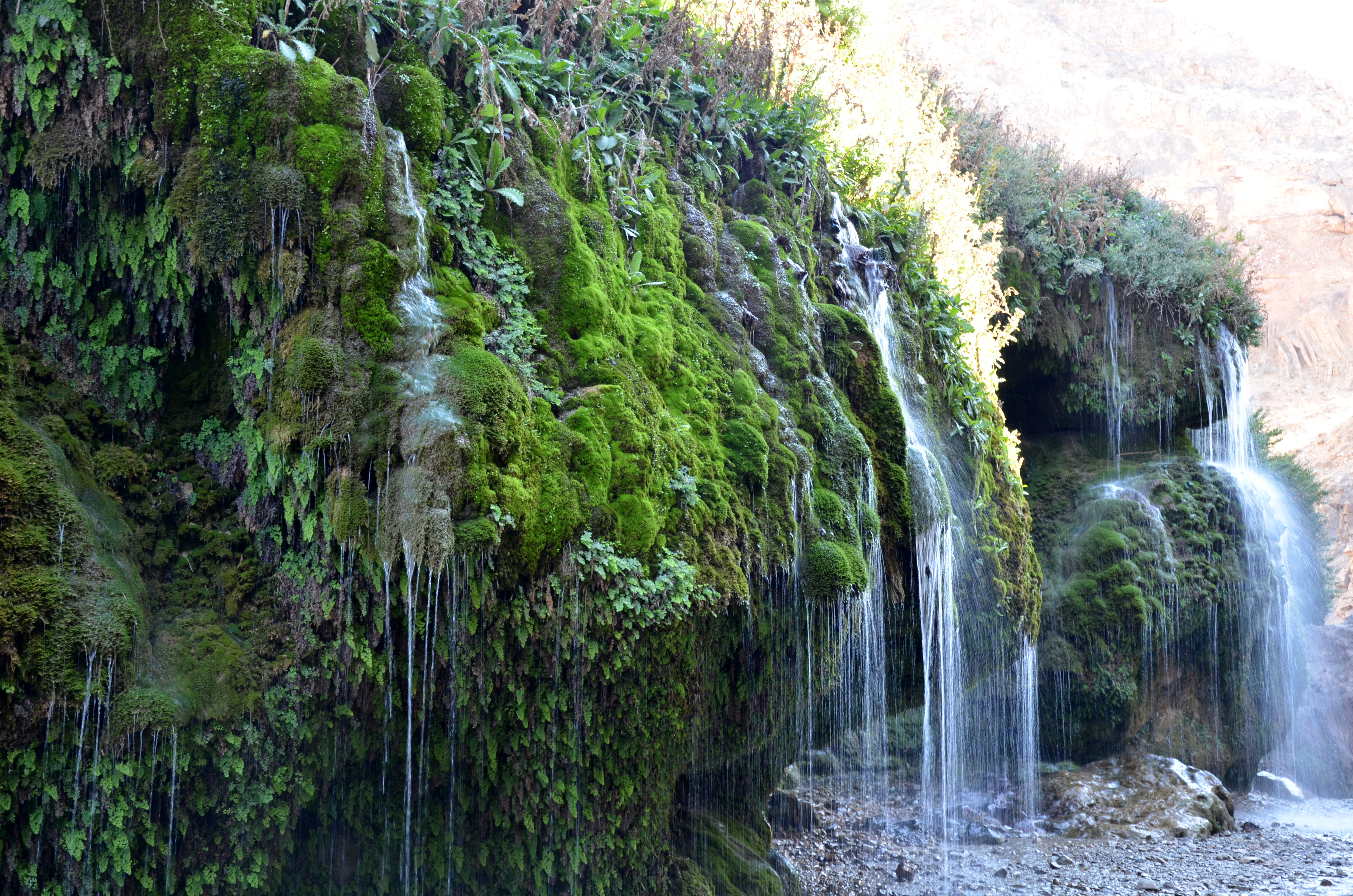
آبشار آسیاب خرابه

## پیشینه
آسیاب‌خرابه، آسیابی آبی بوده‌است که سال‌ها پیش مورد استفاده مردم منطقه می‌گرفت ولی هم‌اکنون به دلیل تخریب قسمت‌های عمده آن کاربردی ندارد و به همین دلیل به «آسیاب‌خرابه» شهرت یافته‌است. ارتفاع آسیاب ۱۰ متر و مساحت محوطه پایینی آن ۲۰۰ متر مربع است.

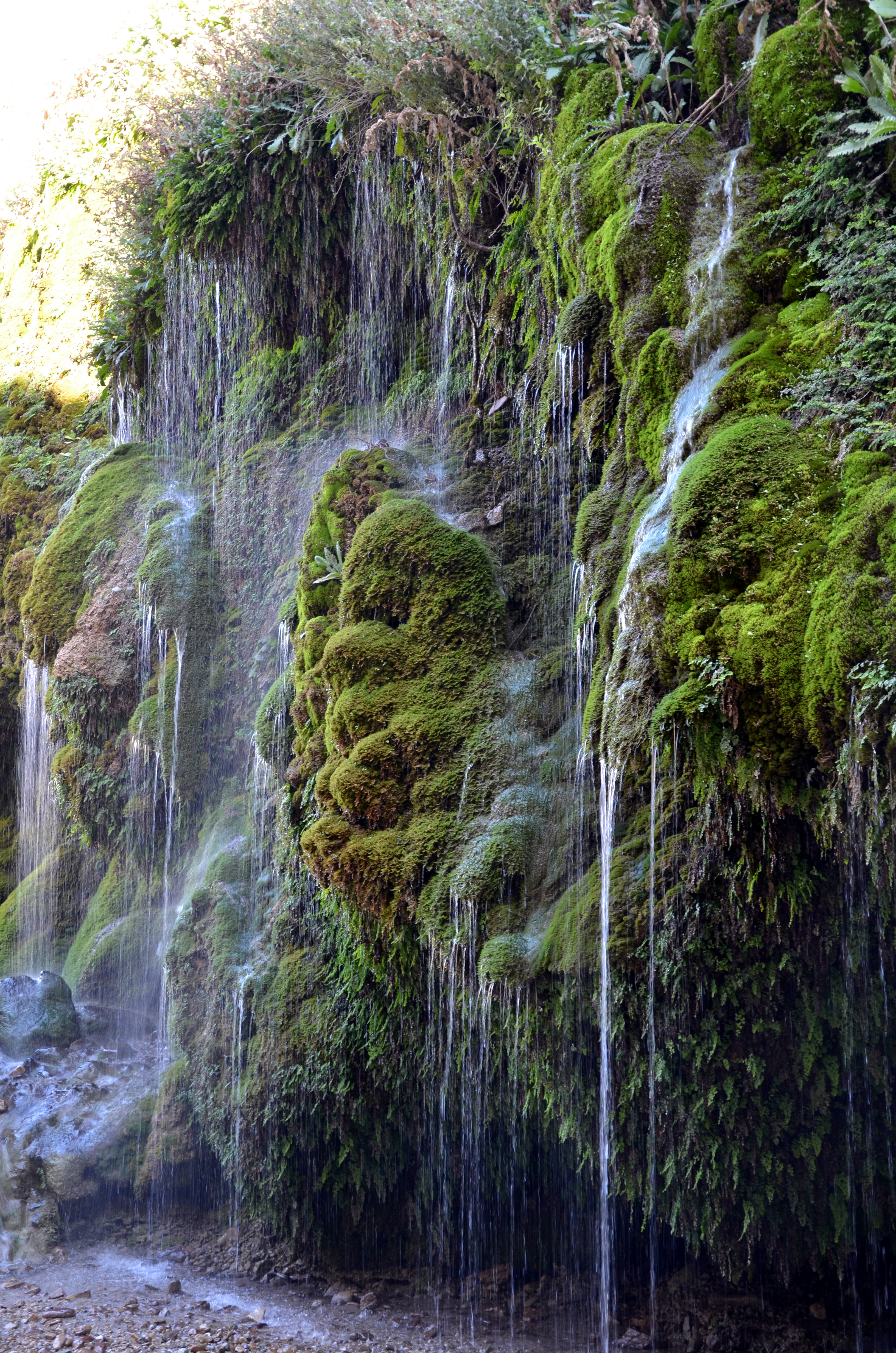
آذربایجان شرقی - جلفا - آبشار آسیاب خرابه

## ویژگی‌های طبیعی
آسیاب‌خرابه شامل آبشارهای کوچک و بزرگ می‌باشد که از بالای کوه به سمت پایین آن سرازیر می‌شود. آب این آبشارها از چشمه‌های متعدد موجود در بالای آسیاب که از کوه کیامکی سرچشمه می‌گیرد، تأمین می‌گردد. سطح دیواره‌های آبشار از خزه‌ها و سایر گیاهان آبزی پوشیده شده‌است به‌طوری‌که منظره‌ای زیبا به وجود آمده‌است. در اطراف چشمه‌ای که در آسیاب خرابه قرار دارد، درختان انجیر بسیار زیبایی روییده‌است که چشم‌اندازی دلپذیر به وجود آورده‌اند و در سمت راست دره آبشارهای فراوانی به وجود آمده‌است.

قسمتی از آبشار

## نگارخانه

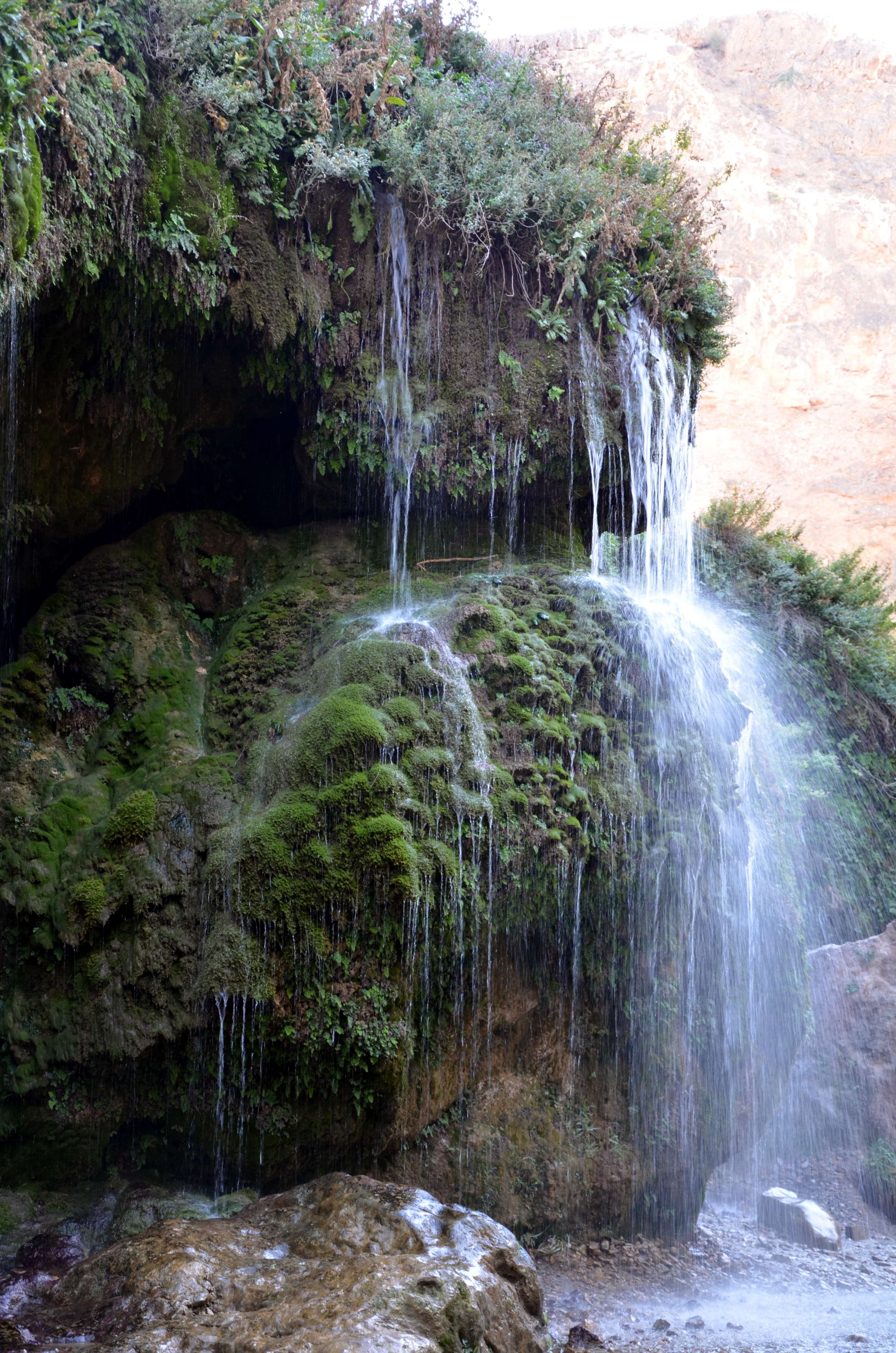
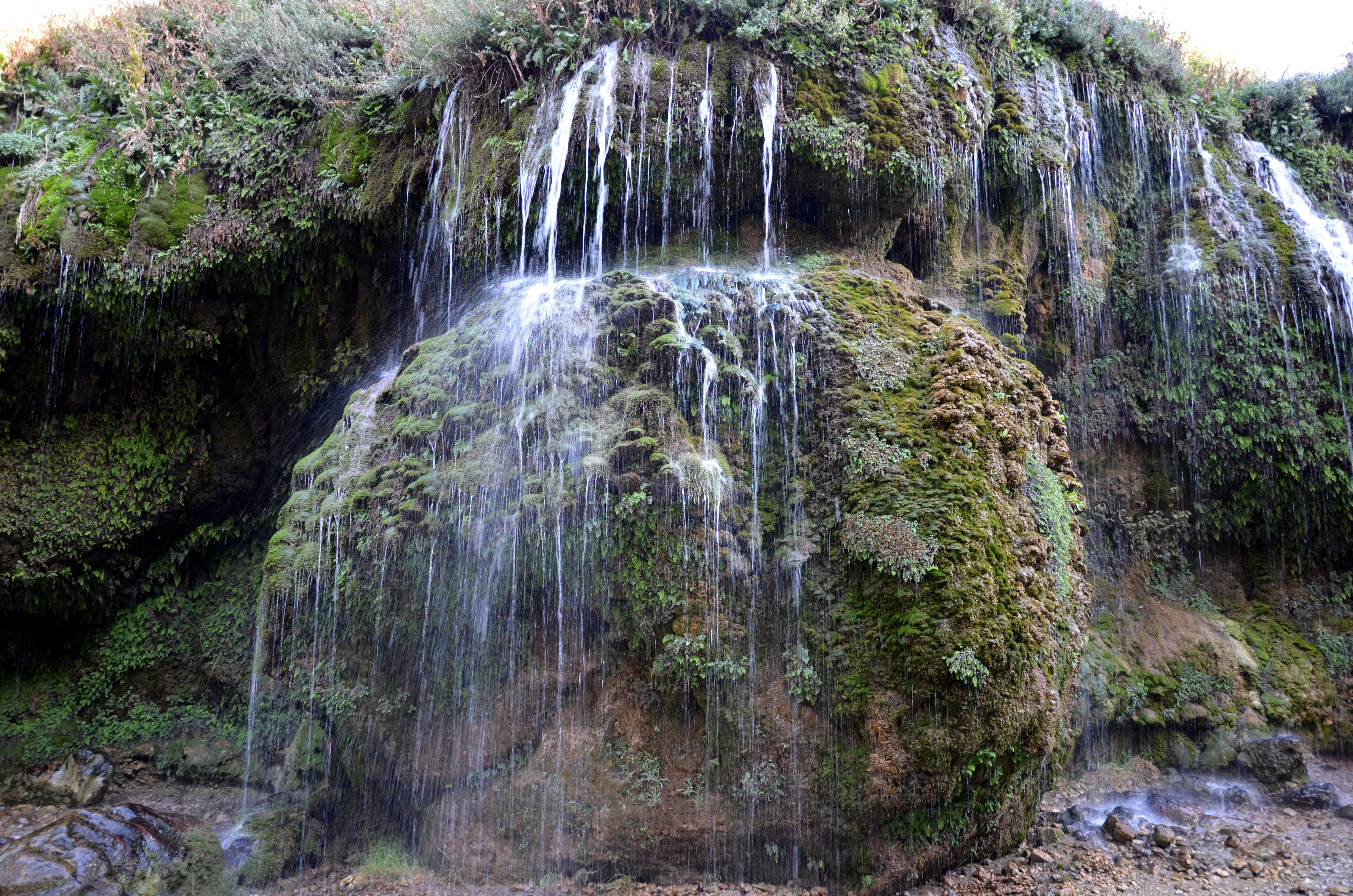
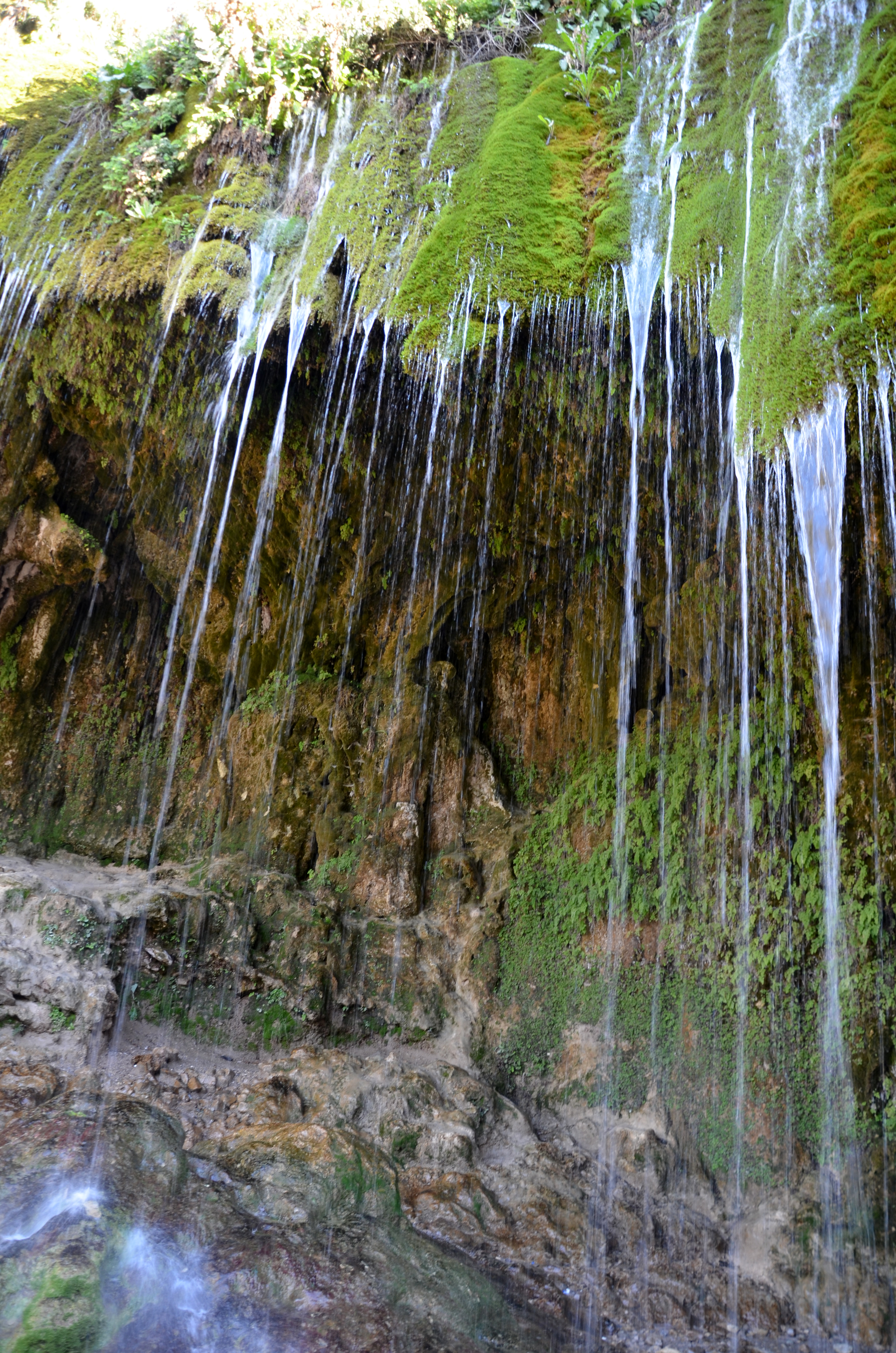
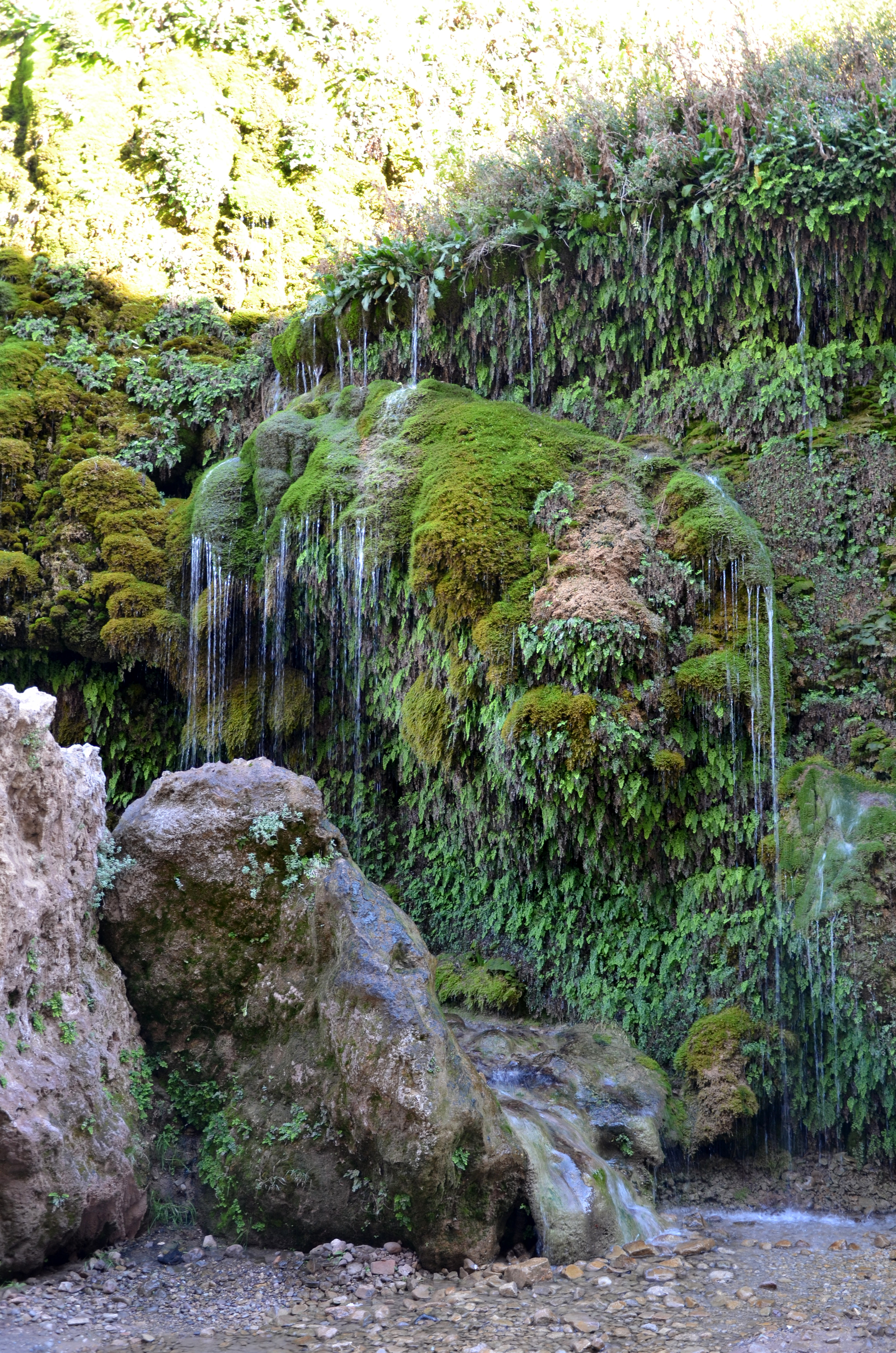
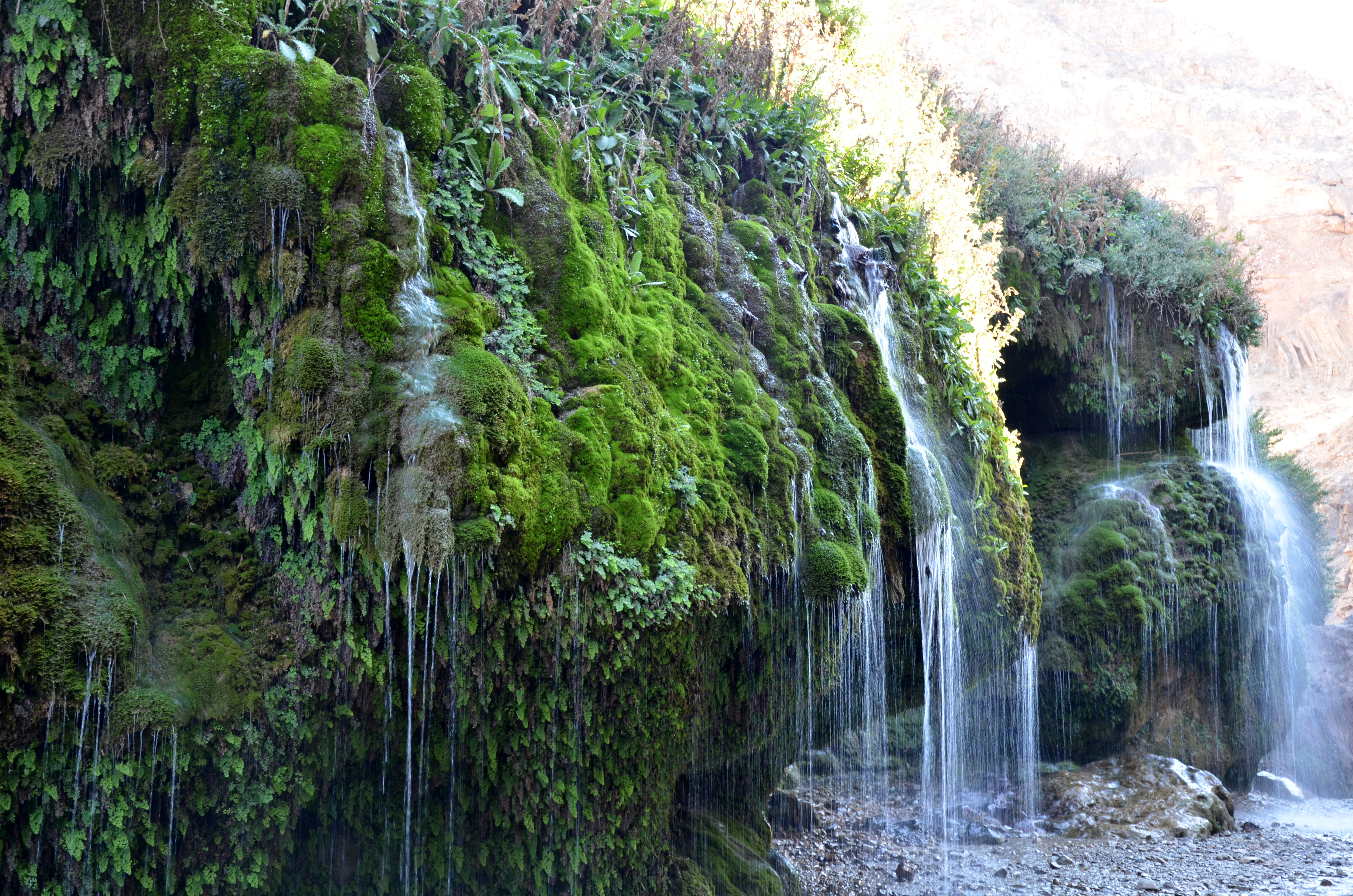
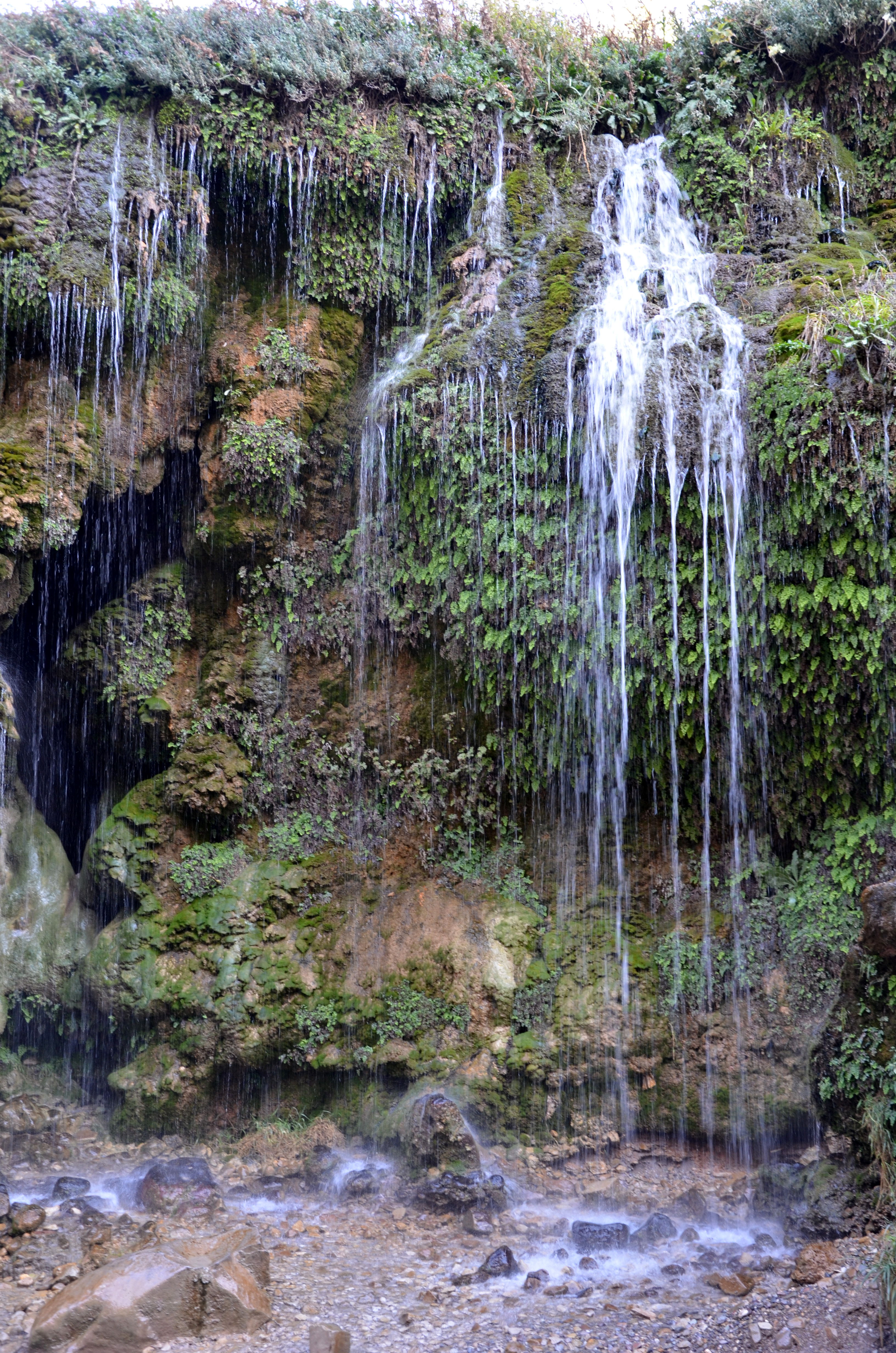
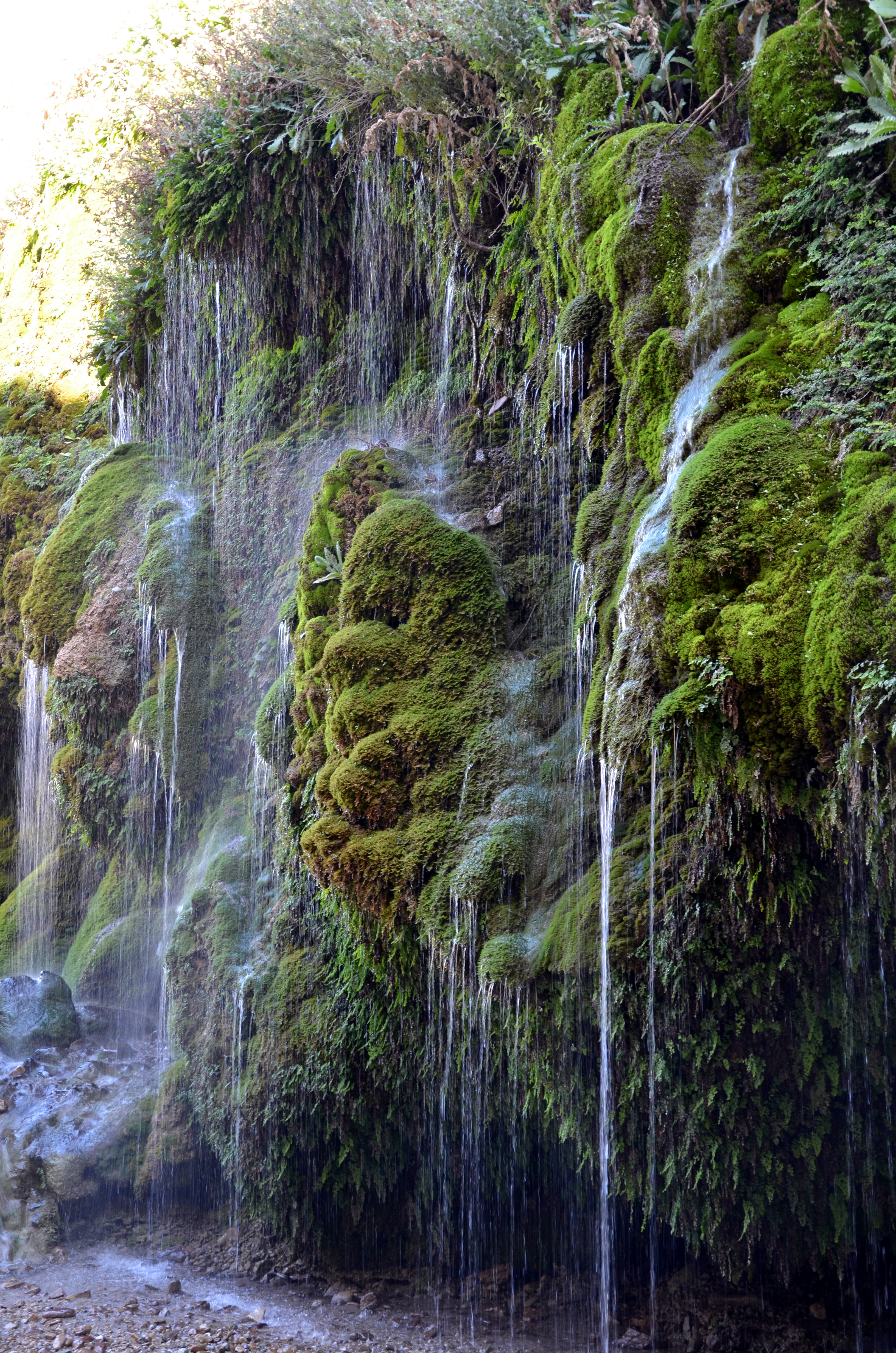
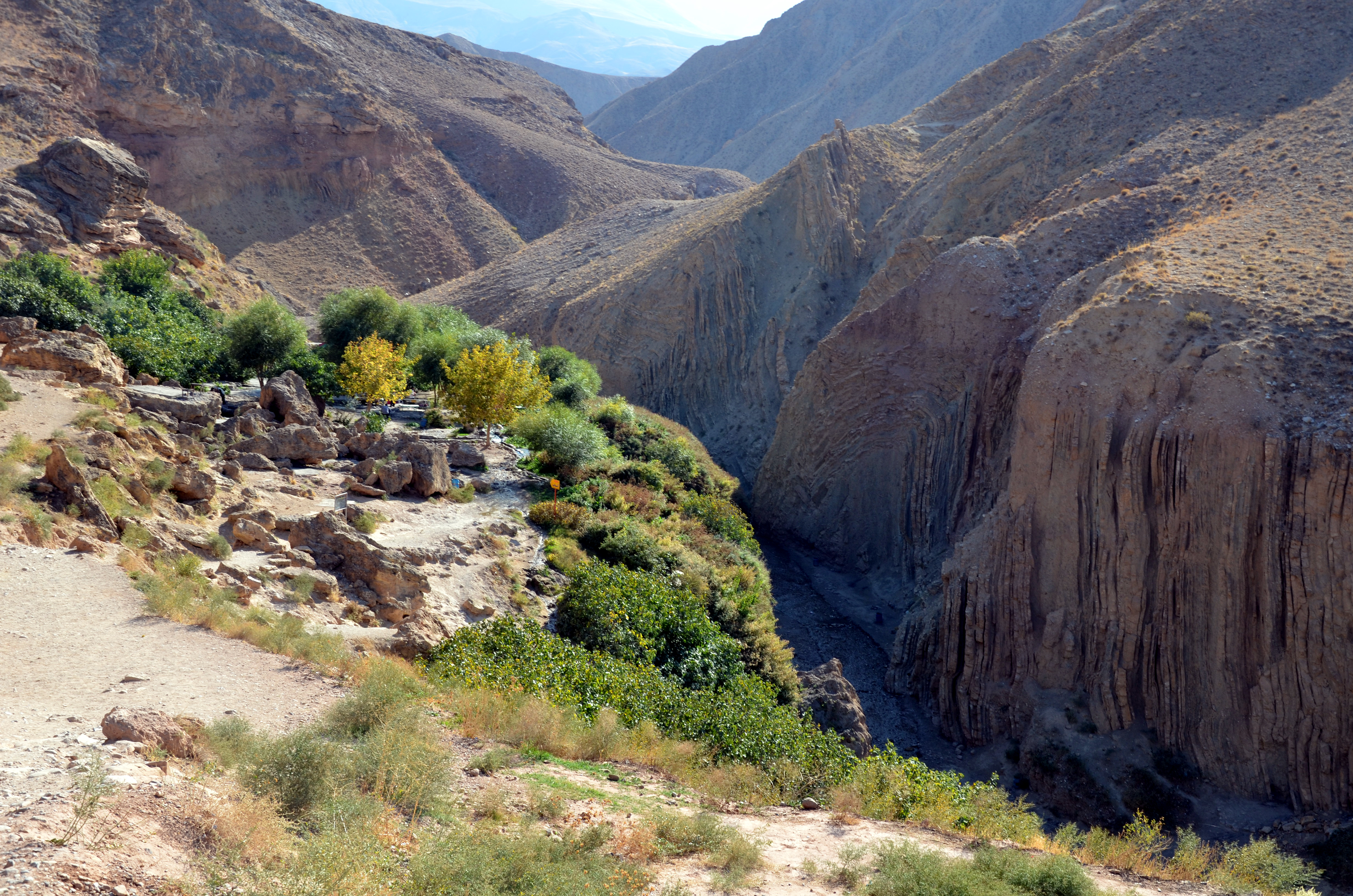